# Oreaster
Oreaster is een geslacht van zeesterren, en het typegeslacht van de familie Oreasteridae.

## Soorten
- Oreaster clavatus Müller & Troschel, 1842
- Oreaster reticulatus (Linnaeus, 1758)

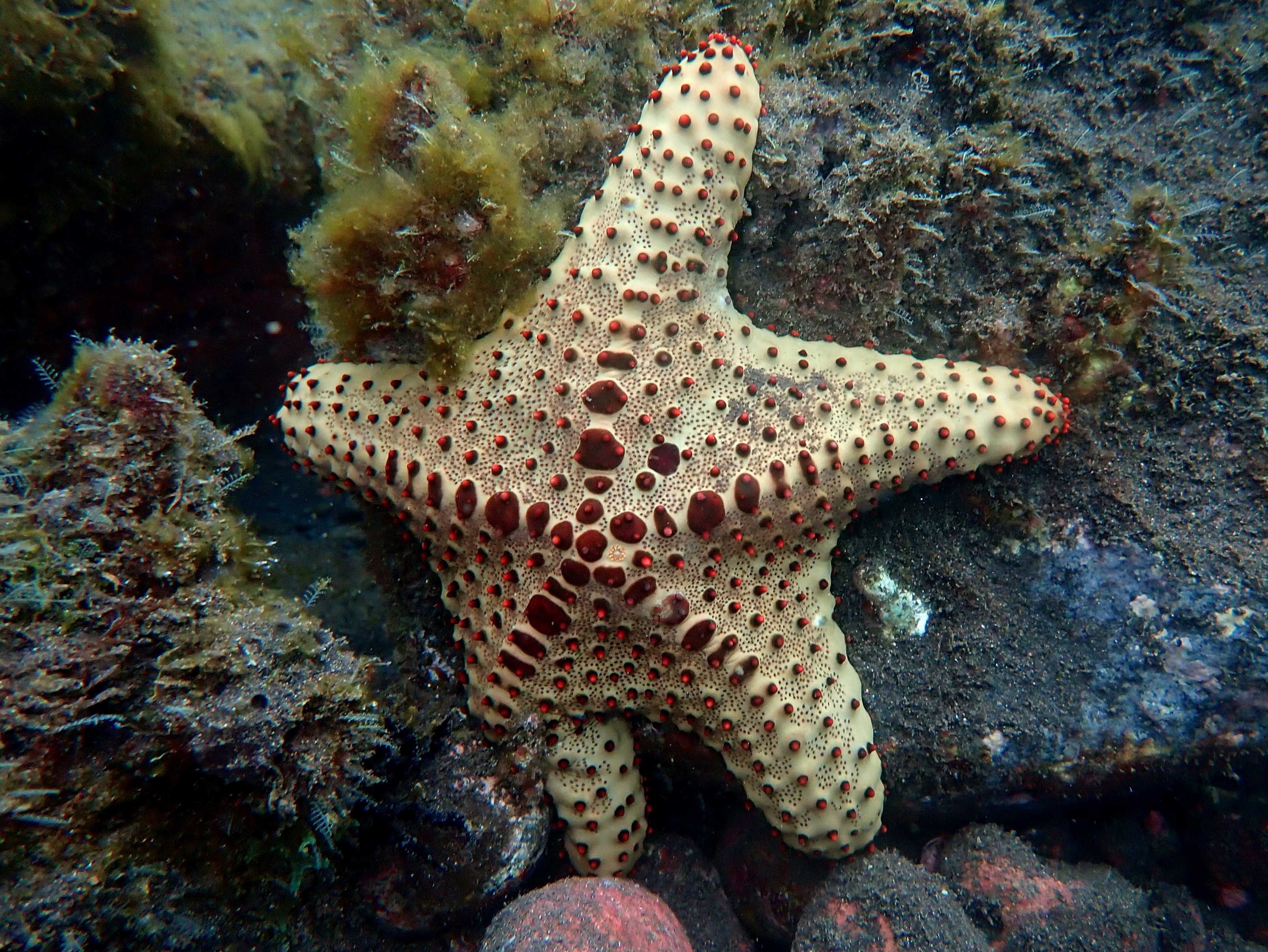
Oreaster clavatus
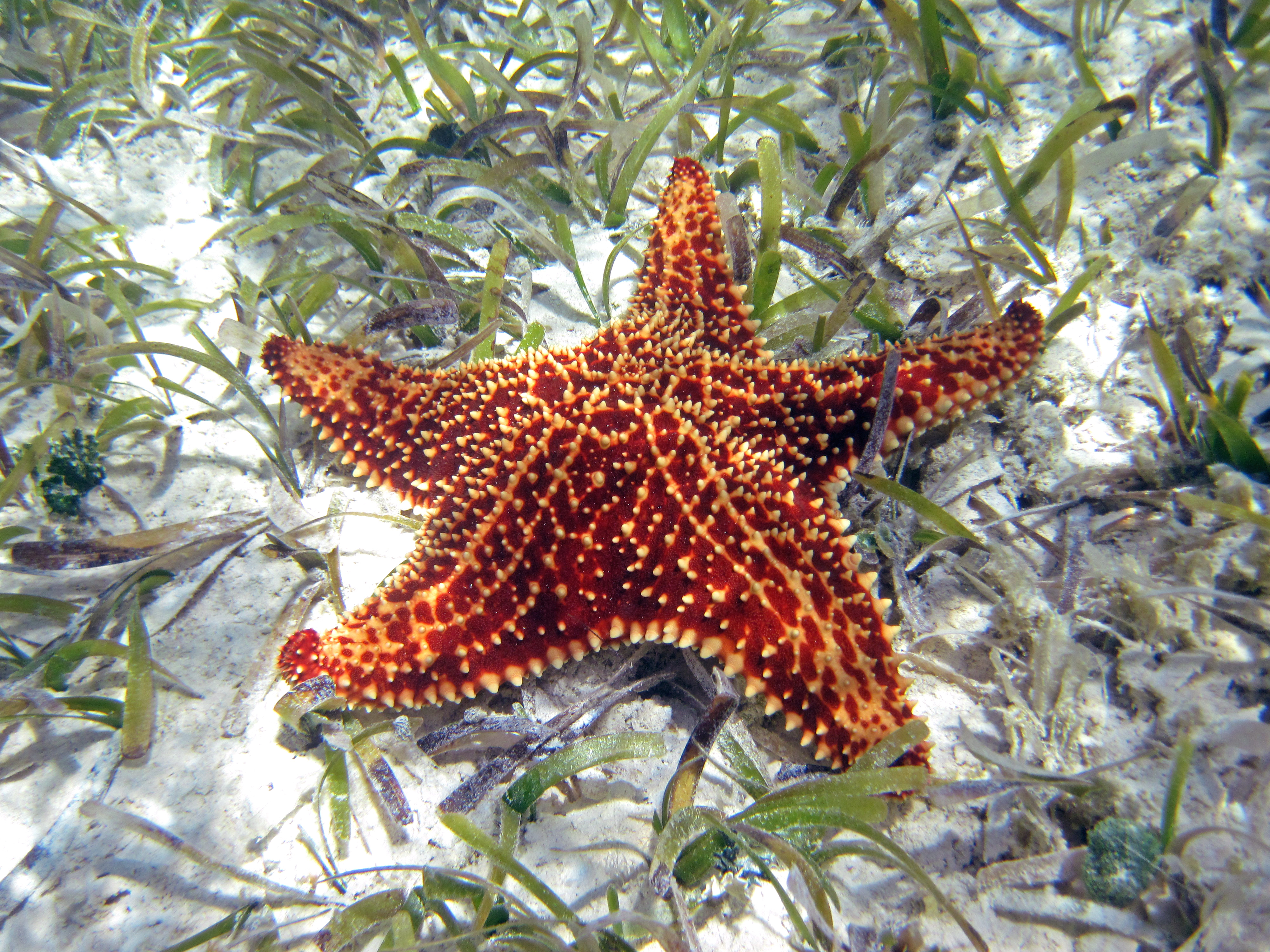
Oreaster reticulatus